# Sparbogen

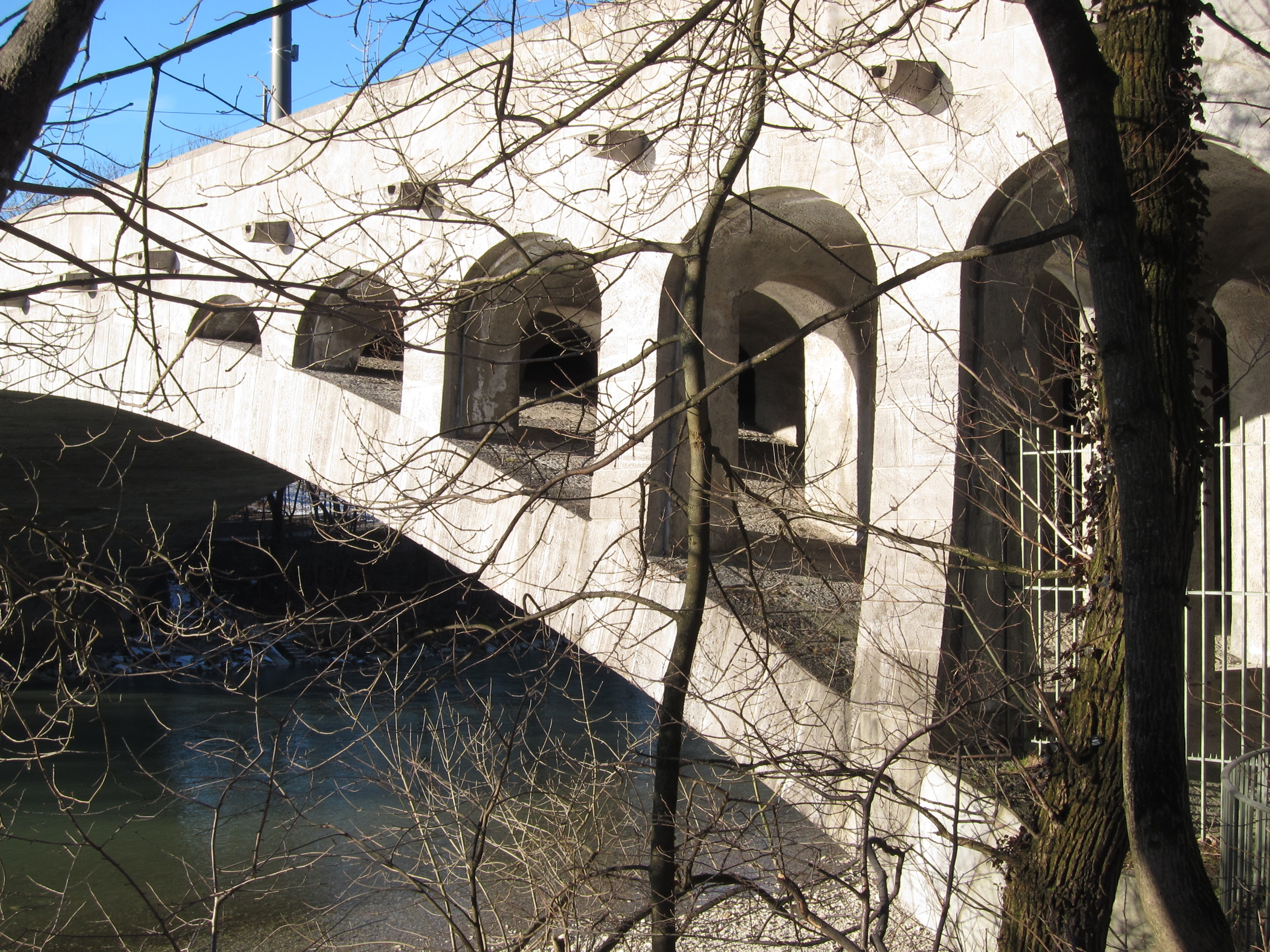
Sparbögen an der Max-Joseph-Brücke in München

Ein Sparbogen einer Brücke ist einer von mehreren kleinen, auf dem Hauptbogen einer Bogenbrücke aufstehenden und zu dessen Achse paralleler Bögen. Durch Sparbögen werden das Gewicht und die Kosten einer Überschüttung oder Übermauerung der Zwickel oder Spandrillen gespart und die auf dem Hauptbogen wirkenden Lasten reduziert.
Bei den frühen steinernen Bogenbrücken wurden die Zwickel zwischen den Bögen bzw. Gewölben und den Widerlagern bzw. zwischen ihnen in der Regel ausgemauert oder zumindest überschüttet, um eine möglichst ebene Fahrbahn und eine gleichmäßige Verteilung des Druckes einzelner Lasten zu erreichen.
Als die Bogenbrücken immer größer wurden, reduzierte man das Gewicht und die Kosten dieser Füllungen durch den Einbau von Sparbögen, wohl erstmals an  der Grosvenor Bridge (1833) in Chester und der nach ihrem Vorbild gebauten Union Arch Bridge bei Washington, D.C. Die Stirnwand blieb noch geschlossen, obwohl deren Mauerwerk kaum etwas zur Stabilität der Brücke beitrug. Das von Paul Séjourné entworfene Viaduc de Lavaur (1884) war wohl die erste Brücke, bei der der gemauerte Zwickel vollständig von Sparbögen ersetzt wurde. Später hat man auch deren innere Gewölbemauern durch Sparbögen ersetzt, was bei der Max-Joseph-Brücke (1904) gut zu sehen ist.
In der Architektur wird der Begriff zwar nur im Zusammenhang mit Brücken verwendet, die Idee als solche war aber schon in der Gotik bekannt, wie man an den Strebebögen am Chor der Kathedrale von Amiens sieht.